# Galtzagorri
Un Galtzagorri (del basc Galtza: Pantalons i Gorri: Vermell) és un petit geni de la mitologia basca. Els Galtzagorriak (en plural) són éssers diminuts que ajuden als humans. Viuen amb l'"olentzero". Són enutjosos. Porten posats pantalons vermells i s'amaguen en els canons d'agulles. Pregunten a crits al seu amo humà girant al seu voltant demanant més tasques a fer: "I ara què? I ara què?" I en un moment, majorment en la nit, compleixen les ordres que rebin del seu cap o propietari, fins i tot les més sorprenents. Els "Galtzagorri" també se'ls coneix amb altres noms: Aidetikako (a Sara); Aiharra, Haio (a Lapurdi); Beste Mutilak (uns altres nois) (a Guernica), Patuek (a Muxika)...
Dins la mitologia pirinenca catalana hi ha també uns personatges equivalents, els minairons.